# اریکا لیندر
اریکا انت لیندر جروِمیر (به انگلیسی: Erika Anette Linder Jervemyr) (زادهٔ ۱۱ مه ۱۹۹۰) مدل و هنرپیشه اهل سوئد است. او به عنوان یک مدل آندروجینی برای مدل شدن در لباس‌های مردانه و زنانه شناخته شده است. با وجود توانایی او در ظاهر شدن در نقش هر دو جنس، او صراحتاً خود را به عنوان یک زن معرفی می‌کند و اعلام کرده همجنسگرا است.
لیندر برای برندهایی همچون لویی ویتون و تام فورد کار مدلینگ انجام داده است و همچنین در فیلم تن‌کامگی زیر دهانش به کارگردانی ایپرل مالن در سال ۲۰۱۶ ایفای نقش کرد.

## اوایل زندگی
لیندر در سوندبیباری، استکهلم، سوئد متولد شد. او برای نخستین بار در سن ۱۴ سالگی اقدام به مدل شدن نمود، اما پیشنهاد آن را رد کرد و تا ۲۰ سالگی پیشه مدلینگ را آغاز نکرد. در سال ۲۰۱۱، لیندر به عنوان اولین کار مدلینگ خود در نقش لئوناردو دی‌کاپریو جوان برای مجله کندی ظاهر شد.